# Vorholz (Höhenzug)
Das Vorholz in den niedersächsischen Landkreisen Hildesheim und Wolfenbüttel ist ein bis 243 m ü. NHN hoher Höhenzug des Innersteberglands im Weser-Leine-Bergland (Niedersächsisches Bergland).

## Geographie

### Lage
Das Vorholz befindet sich im Norden des Innersteberglands. Es liegt nördlich des Tals der Innerste zwischen den Höhenzügen Lichtenberge (Nordwestteil des Salzgitter-Höhenzugs) im Ostsüdosten, Hainberg im Südsüdosten, Sauberge im Südsüdwesten und Hildesheimer Wald im Westsüdwesten. Er erstreckt sich ostsüdöstlich von Hildesheim und westlich von Salzgitter zwischen Schellerten im Norden, Burgdorf im Ostnordosten und Holle im Süden.
Auf Großteilen des Vorholzes liegen Teile des Landschaftsschutzgebiets Vorholzer Bergland (CDDA-Nr. 325461; 1996 ausgewiesen; 37,565 km² groß).

### Naturräumliche Zuordnung
Das Vorholz gehört in der naturräumlichen Haupteinheitengruppe Weser-Leine-Bergland (Niedersächsisches Bergland) (Nr. 37), in der Haupteinheit Innerstebergland (379) und in der Untereinheit Hildesheimer Bergland (379.0) zum Naturraum Vorholzer Bergland (379.06). Im Süden stößt letzterer an den Naturraum Innerstetal (379.04) und im Süden und Südwesten an den Naturraum Itzumer Hochfläche (379.05). Nach Osten, Norden und Nordwesten leitet die Landschaft in die zur Haupteinheitengruppe Niedersächsche Börden (52) gehörende Haupteinheit Braunschweig-Hildesheimer Lößbörde (520) mit den Naturräumen (in West-Ost-Richtung betrachtet) Hildesheimer Lößbörde (520.3), Ilseder Lößbörde (520.4), Nettlinger Rücken (520.5) und Lebenstedter Lößbörde (520.6) über.

### Erhebungen
Zu den Erhebungen des Vorholzes gehören – sortiert nach Höhe in Meter (m) über Normalhöhennull (NHN):
- Knebelberg (ca. 243 m),[1] zwischen Uppen und Lechstedt
- Barenberg (ca. 229),[1] bei Grasdorf; mit Fernmeldeturm
- Heidelbeerenberg (ca. 226),[1] bei Ottbergen
- Wenser Berg (ca. 222 m),[1] bei Wendhausen
- Langer Berg (ca. 216),[3] zwischen Heersum und Ottbergen
- Großer Steinberg (ca. 214 m),[1] bei Grasdorf
- Spitzhut (207 m),[3] bei Hildesheim; mit Aussichtsturm und Volkssternwarte Gelber Turm
- Lohberg (ca. 202,6 m),[2] bei Ottbergen
- Mieckenberg (ca. 200),[1] zwischen Wöhle und Luttrum; mit Ausläufer Ohrberg (180,6 m)
- (Kleiner) Steinberg (ca. 178),[1] bei Luttrum
- Thieberg (ca. 200),[1] bei Grasdorf
- Hildesheimer Galgenberg (172,5 m),[1] bei Hildesheim; mit Hildesheimer Bismarckturm
- Ortsberg (159,0 m),[1] bei Heersum; mit Aussichtsturm

### Städte und Gemeinden
Die Gebiete dieser Städte und Gemeinden liegen im und am Vorholz (alphabetisch sortiert):
| - Bad Salzdetfurth – im Süden - Burgdorf – im Nordosten - Hildesheim – im Westnordwesten | - Holle – im Süden - Schellerten – im Norden - Söhlde – im Norden |

## Geologie
Die Kalksteine des Malm, aus welchen der Vorholz überwiegend aufgebaut ist, bilden den Hildesheimer Jura-Höhenzug. Überregional bekannt wurden die fossilreichen Heersumer Schichten, die in einem ehemaligen Steinbruch nahe der Ortschaft Heersum aufgeschlossen sind.

## Beschreibung
Das bewaldete Vorholz, das mit dem Knebelberg bis 243 m hoch ist und in dem einige Bäche als Zuflüsse von Innerste (direkt im Süden tangierend) und Fuhse (etwas entfernt im Nordosten verlaufend) entspringen, wird von mehreren Wander- und Forstwegen durchzogen. Es gibt einen Fernmeldeturm auf dem Barenberg bei Grasdorf und einen mittlerweile verfallenen Aussichtsturm auf dem Ortsberg bei Astenbeck.
Durch das Vorholz führen jeweils etwa in Nordwest-Südost-Richtung zwischen den Anschlussstellen Hildesheim und Derneburg/Salzgitter die Bundesautobahn 7 und von Hildesheim durch Achtum, Uppen und Wendhausen nach Heersum die Bundesstraße 6. In Nord-Süd-Richtung verläuft durch den Höhenzug der Abschnitt Nettlingen–Vorholz–Grasdorf der Bundesstraße 444.